# عائلة أوراني - ناساو
عائلة أوراني - ناساو (بالهولندية: Huis van Oranje-Nassau) (تكتب بالعربية احيانا الأورانج- ناساو) هي فرع من عائلة ناساو الأوروبية، لعبت دوراً مركزياً في سياسة وحكومة هولندا، وفي بعض الأوقات أوروبا، خاصةً منذ نظم ويليام الصامت ثورة ضد الحكم الأسباني، والتي بعد حرب الثمانين عاماً أدت إلى استقلال جمهورية هولندا.
خدم عدة أعضاء من المنزل خلال هذه الحرب ثم بعد ذلك كحكام خلال الجمهورية الهولندية. على أية حال عام 1815 وبعد فترة طويلة كجمهورية أصبحت هولندا ملكية تحت إمرة عائلة أوراني - ناساو.
وقد تأسست الأسرة كنتيجة لزواج هنري الثالث من ناسو - بريدا من ألمانيا وكلوديا من شالو - أورانج من منطقة بورغندي الفرنسية عام 1515م. وقد ورث ابنهما رينيه عام 1530 إمارة أوراني من شقيق والدته فيليبيرت من شالون. وكأول عضو ناساو ليكون أمير أوراني فقد اتخذ رينيه «أوراني - ناساو» اسماً لعائلته الجديدة. على أية حال كان خاله كتب في وصيته أن على رينيه الاستمرار في استخدام اسم شالو - أوراني، لذا فالتاريخ يعرفه برينيه من شالون. وبعد وفاة رينيه عام 1544م ورث ابن عمه ويليام ناسو - ديلينبورخ كل أراضيه، وأصبح «فيليم الأول من أوراني» والمعروف باللغة الإنجليزية باسم وليام الصامت مؤسس عائلة أوراني - ناساو.

## عائلة ناساو
تأسست قلعة ناساو الألمانية حوالي عام 1100م على يد عدد الكونت «دودو هنري من لاورينبورخ» (بالألمانية: Dudo-Heinrich von Laurenburg)، مؤسس عائلة ناساو. وفي عام 1120م استقر أبناء دودو وخلفائه الكونت روبرت الأول وأرنولد الأول من لاورينبورخ في قلعة ناسو مع برجها، وقاموا بتجديدها وتوسيعها 1124م.
وكان أول من أطلق عليه «كونت ناساو» هو هنري الأول، الذي عاش في النصف الأول من القرن الثالث عشر الميلادي. وتزوج من أسرة من كونتات أرنشتاين Arnstein المجاورة (الآن هي كلوستر أرنشتاين). وأبنائه فولرام Walram وأوتو قسما ممتلكات العائلة. وأصبح أحفاد فولرام المعروفين باسم سلالة فولرام، والذين أصبحوا دوقات ناساو، وفي عام 1890م أصبحوا الدوقات الأعظم للوكسمبورغ. وتضمن هذا الخط أيضاً أدولف ناساو، الذي تم انتخابه ملكاً للرومان عام 1292م. وورث أحفاد أوتو المعروفين باسم سلالة الأوتونيين أجزاء من مقاطعة ناساو، وممتلكات في فرنسا وهولندا.
وتنبع عائلة أوراني - ناساو من سلالة الأوتونيين. وأول من استقر في هولندا كان جون الأول، كونت ناساو - ديلينبورخ، الذي تزوج مارجريتا من مارك. وكان المؤسس الحقيقي لثروات ناساو في هولندا كان ابن جون إنجلبرت الأول، وأصبح مستشاراً للدوقات البرجنديين البرابانت، أولاً لانطون البورجوندي، ثم لابنه الرابع يان من برابانت. وربما خدم في وقت لاحق فيليب الطيب.

## معرض صور

## الحاكمية العليا تحت إمرة عائلة أوراني - ناساو
|   | الاسم                               | العمر                                      | بداية الحكم                                      | نهاية الحكم              | ملاحظات                                                      | العائلة        | الصورة             |
| - | ----------------------------------- | ------------------------------------------ | ------------------------------------------------ | ------------------------ | ------------------------------------------------------------ | -------------- | ------------------ |
| 1 | فيليم الصامت (Willem I) (أبو الأمة) | 24 أبريل 1533م – 10 يوليو 1584م (51 عام)   | 1559                                             | 1584 (25 عاماً)           | الحاكم الأعلى                                                | أوراني - ناساو | فيليم، أمير أوراني |
| 2 | ماوريس (Maurice)                    | 14 نوفمبر 1567م – 23 أبريل 1625م (57 عاماً) | 1585                                             | 1625 (40 عاماً)           | الحاكم الأعلى ، ابن ويليام الصامت                            | أوراني - ناساو |                    |
| 3 | فريدريك هندريك (Frederick Henry)    | 29 يناير 1584 – 14 مارس 1647 (63 عاماً)     | 1625                                             | 1647 (22عاماً)            | الحاكم الأعلى ، ابن فيليم الصامت                             | أوراني - ناساو |                    |
| 4 | فيليم الثاني (William II)           | 27 مايو 1626 – 6 نوفمبر 1650 (24 عاماً)     | 14 مارس 1647                                     | 6 نوفمبر 1650 (3 أعوام)  | الحاكم الأعلى ، ابن فريدريك هندريك                           | أوراني - ناساو |                    |
| 5 | فيليم الثالث (William III)          | 4 نوفمبر 1650 – 8 مارس 1702 (51 عاماً)      | 4 يوليو 1672                                     | 8 مارس 1702 (30 عاماً)    | الحاكم الأعلى ، ابن فيليم الثاني                             | أوراني - ناساو |                    |
| 6 | فيليم الرابع (William IV)           | 1 سبتمبر 1711 – 22 أكتوبر 1751 (40 عاماً)   | 1 سبتمبر 1711 وتحت وصاية عرش ماري- لويز حتى 1731 | 22 أكتوبر 1751 (40 عاماً) | الحاكم الأعلى الوراثي لهولنداالمتحدة ، ابن يوهان فيليم فريزو | أوراني - ناساو |                    |
| 7 | فيليم الخامس (William V)            | 8 مارس 1748 – 9 أبريل 1806 (58 عاماً)       | 22 أكتوبر 1751                                   | 9 أبريل 1806 (55 عاماً)   | الحاكم الأعلى، ابن فيليم الرابع، وخلفه ابنه فيلم الأول       | أوراني - ناساو |                    |

## مملكة هولندا (1815- الآن)

شعار عائلة أوراني - ناساو 1544م، رمز إليها بإضافة شعار شالون - أوراني في درع لشعار ناساو

| # | الاسم                           | صورة                           | بداية الفترة   | نهاية الفترة   |
| - | ------------------------------- | ------------------------------ | -------------- | -------------- |
| 1 | فيلم الأول (Willem I)           | William I of the Netherlands   | 15 مارس 1815   | 7 أكتوبر 1840  |
| 2 | فيلم الثاني (Willem II)         | William II of the Netherlands  | 7 أكتوبر 1840  | 17 مارس 1849   |
| 3 | فيلم الثالث (Willem III)        | William III of the Netherlands | 17 مارس 1849   | 23 نوفمبر 1890 |
| 4 | فلهلمينا (Wilhelmina)           | Wilhelmina of the Netherlands  | 23 نوفمبر 1890 | 4 سبتمبر 1948  |
| 5 | يوليانا (Juliana)               | Juliana of the Netherlands     | 4 سبتمبر 1948  | 30 أبريل 1980  |
| 6 | بياتريكس (Beatrix)              | Beatrix of the Netherlands     | 30 أبريل 1980  | 30 أبريل 2013  |
| 7 | فيلم ألكسندر (Willem-Alexander) | فيلم ألكسندر (ملك هولندا)      | 30 أبريل 2013  | حتى الآن       |

## أدب
- Herbert H. Rowen, The princes of Orange: the stadholders in the Dutch Republic. Cambridge and New York: Cambridge University Press, 1988.
- John Lothrop Motley, "The Rise of the Dutch Republic". New York: Harper & Brothers, 1855.
- John Lothrop Motley, "History of the United Netherlands from the Death of William the Silent to the Synod of Dort". London: John Murray, 1860.
- John Lothrop Motley, "The Life and Death of John of Barenvelt". New York & London: Harper and Brothers Publishing, 1900.
- Petrus Johannes Blok, "History of the people of the Netherlands". New York: G. P. Putnam's sons, 1898.
- جوناثان إسرائيل، "The Dutch Republic: Its Rise, Greatness, and Fall, 1477–1806" Oxford University Press, 1995. ISBN 0-19-820734-4
- Pieter Geyl, "Orange and Stuart 1641-1672" Phoenix Press, 2002>